# Tympanuchus cupido cupido
Tympanuchus cupido cupido (anglicky heath hen) byl poddruh tetřívka prériového (Tympanuchus cupido), jejž popsal Carl Linné roku 1758. Žil při východním pobřeží USA. Kvůli úbytku přirozeného prostředí, lovu a chorobám zůstala během 19. století poslední populace na ostrově Martha's Vineyard u Massachusetts. Díky zásahu lidí se z původního počtu zde, který činil asi sto ptáků, podařilo populaci namnožit na dva tisíce jedinců, avšak následný požár z roku 1916 zlikvidoval velkou část zdejších tetřívků. Z přeživších zůstalo pouze málo samic, což komplikovalo rozmnožování. Propukat začaly i choroby (mimo jiné i v důsledku příbuzenského křížení) a situaci komplikovala i predace ze strany jestřábů. Nicméně ještě v roce 1920 se populace zvýšila na 600 kusů, ale pak nastal stálý pokles. V roce 1927 zbylo už jen několik samců. Nakonec došlo k vyhynutí poddruhu, přičemž poslední jedinec zvaný Booming Ben byl spatřen v březnu 1932.

Socha Booming Bena